# 阿爾塔梅薩紀念公園
阿爾塔梅薩紀念公園（英語：Alta Mesa Memorial Park），位於加利福尼亞州聖塔克拉拉縣帕羅奧圖的一個非宗教墓地。建立於1904年，佔地72英畝 。此紀念公園仍有傳統墓地、陵墓和納骨塔。

## 安葬於此的知名人士
- 亞瑟·布里奇曼·克拉克（英语：Arthur Bridgman Clark），建築師、教授、梅菲爾德首任市長。
- 伯莎·賴特（英语：Bertha Wright），奧克蘭兒童醫院（英语：Children's Hospital Oakland）創辦人。
- 伯吉·克拉克（英语：Birge Clark），建築師。
- 查爾斯·吉爾曼·諾里斯（英语：Charles Gilman Norris），小說家。
- 大衛·普克德，惠普公司創始人和前美國國防部副部長[2]。
- 弗蘭克·培根（英语：Frank Bacon (actor)），演員和劇作家。
- 弗雷德里克·特曼，矽谷之父[3]
- 海洛·魯爾（英语：Herold Ruel），美國職業棒球大聯盟球員[4]。
- 凱瑟琳·諾里斯（英语：Kathleen Norris），美國小說家。
- 雷·萊曼·威爾伯（英语：Ray Lyman Wilbur），醫師、史丹佛大學第三任校長、美國第31任內政部長。（火化，但未安葬於此）
- 羅納德·查爾斯·麥克南（英语：Ron "Pigpen" McKernan），鍵盤手、口琴手和主唱，Grateful Dead創始成員。
- 秀蘭·鄧波爾，美國影視女演員、歌手、舞蹈家、公務員。
- 西德尼·迪恩·湯利（英语：Sidney Dean Townley），史丹佛大學天文學教授。
- 斯蒂芬·鐵摩辛柯，史丹佛大學應用力學教授。
- 史蒂夫·賈伯斯，蘋果公司聯合創始人。
- 田納西·厄尼·福特（英语：Tennessee Ernie Ford），音樂家[5]。
- 托馬斯·安德魯·貝利（英语：Thomas A. Bailey），美國歷史學家。
- 威廉敏娜·哈珀（英语：Wilhelmina Harper），兒童作家。
- 威廉·肖克利，美國物理學家和發明家。
- Y·A·蒂特（英语：Y. A. Tittle），足球運動員。

## 外部連結
- 美國地質調查局地名資訊系統：阿爾塔梅薩紀念公園
- 阿爾塔梅薩紀念公園，Find a Grave